# Paul Celan

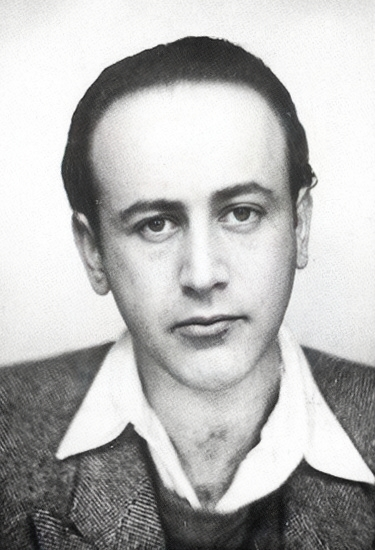
Paul Celan im Alter von 18 Jahren (Passfoto, 1938)

Paul Celan [paʊl ˈtselan] (geboren am 23. November 1920 in Czernowitz; gestorben 1970 in Paris, vermutlich am 20. April) war ein deutschsprachiger Lyriker rumänischer, später französischer Staatsangehörigkeit. Er hieß ursprünglich Paul Antschel, später rumänisiert Ancel, woraus das Anagramm Celan entstand.
Paul Celan gilt als einer der bedeutendsten deutschsprachigen Dichter des 20. Jahrhunderts (außerdem betätigte er sich auch als Übersetzer von fremdsprachiger Lyrik ins Deutsche). Sein Werk ist geprägt von der Reflexion über Sprache und Kommunikation und ihre Fähigkeit, das Erlebte zu bewahren und zu bezeugen, und ist geprägt von der Verarbeitung von Grenzerfahrungen, insbesondere der Erfahrung des Holocaust (zum Beispiel in dem berühmten Gedicht Todesfuge). Celans Werk weist eine Entwicklung auf, in der sich anfangs auch relativ traditionelle Gedichtformen finden, deren Spätphase aber gekennzeichnet ist von einer „atemlosen Stille des Verstummens im kryptisch gewordenen Wort“ (H.-G. Gadamer).

## Leben

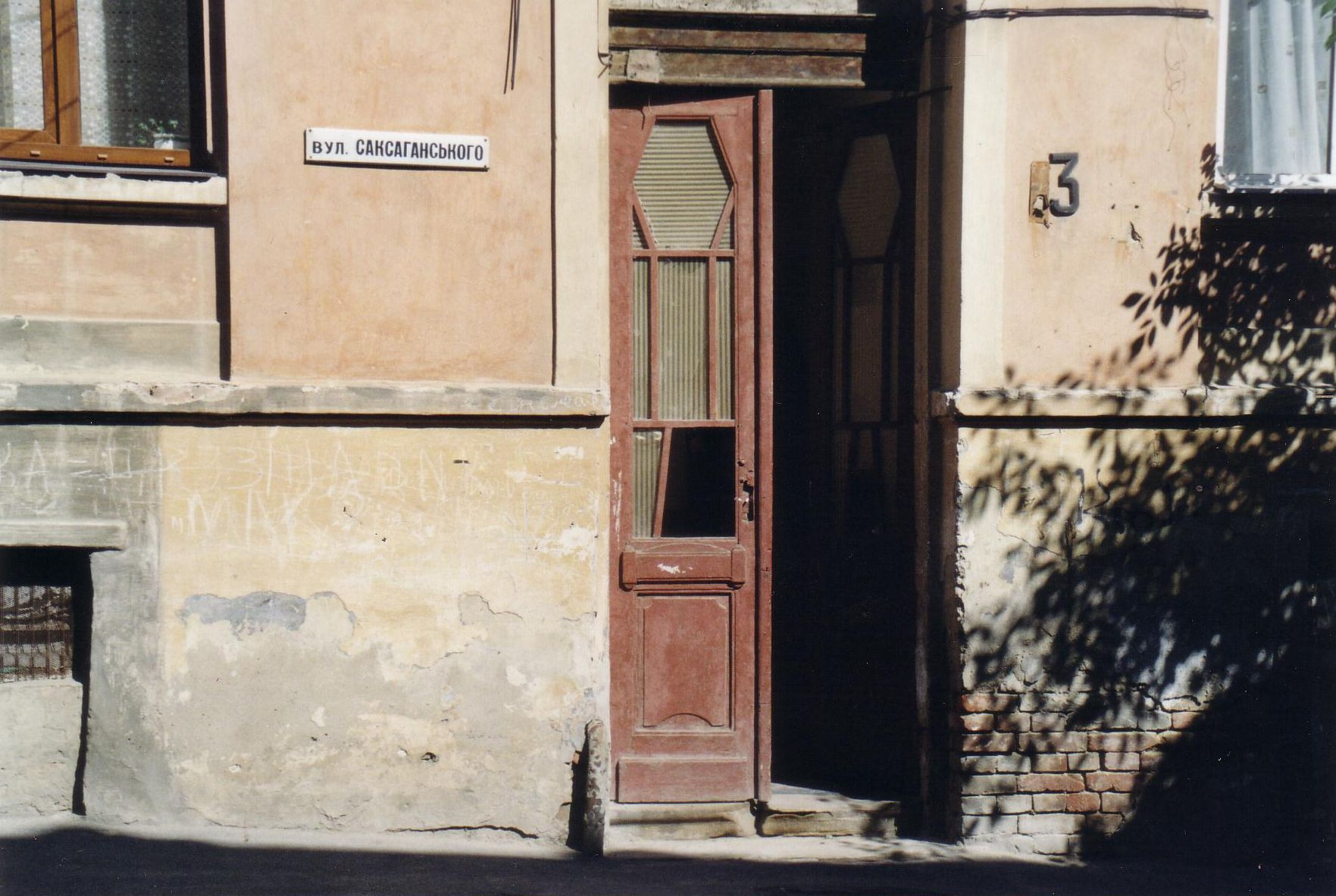
Celans Geburtshaus in Czernowitz. Mit seiner Familie lebte er hier 13 Jahre auf engstem Raum im Untergeschoss am rückwärtigen Garten (heute ein asphaltierter Hof, 2011)

### Jugend: Czernowitz und Bukarest
Celan wurde in Czernowitz, der Hauptstadt der Bukowina, die damals zum Königreich Rumänien gehörte, in eine deutschsprachige jüdische Familie geboren. Er war der einzige Sohn von Leo Antschel-Teitler (geboren 1890 in Schipenitz bei Czernowitz) und dessen Ehefrau Friederike (genannt „Fritzi“) geborene Schrager (geboren 1895 in Sadagora), die eine kleine Wohnung in der Wassilkogasse in Czernowitz bezogen. Er besuchte 1926–1927 die deutsche, dann 1927–1930 die hebräische Grundschule, fünf Jahre das rumänische Staatsgymnasium (das frühere k.k. I. Staatsgymnasium Czernowitz) und schließlich das ebenfalls rumänischsprachige Gymnasium „Marele Voievod Mihai“ (Kronprinz-Michael-Gymnasium), wo er am 3. Juni 1938 das Abitur ablegte. Er begann noch im selben Jahr ein Medizinstudium in Tours bis zum PCB, kehrte aber nach einem Jahr nach Czernowitz zurück, um dort Romanistik zu studieren.
Mitte 1940 wurde die nördliche Bukowina und somit am 28. Juni auch Celans Heimatstadt Czernowitz nach Inkrafttreten des Deutsch-sowjetischen Nichtangriffspakts von der Sowjetunion besetzt. Celan konnte sein Studium zunächst fortsetzen. Als jedoch im Juni 1941 rumänische und deutsche Truppen Czernowitz besetzten, wurden die Juden in das örtliche Ghetto gezwungen, von wo Celans Eltern im Juni 1942 zuerst in einen Steinbruch und dann in das Zwangsarbeiterlager an der Durchgangsstraße IV in Michailowka unweit von Hajssyn deportiert wurden. Dort starb sein Vater wenige Monate später an Typhus, seine Mutter wurde erschossen. Die Deportation und der Tod seiner Eltern hinterließen tiefe Spuren bei Celan. Er litt für den Rest seines Lebens unter dem Gefühl, seine Eltern im Stich gelassen zu haben. In seinen Gedichten sind zahlreiche Verweise auf dieses Trauma der Überlebensschuld zu finden.
Auf Anraten seiner Freundin Ruth Lackner meldete sich Celan im Juli 1942 zum Arbeitsdienst, um der drohenden Deportation aus dem Ghetto zu entgehen. Er wurde daraufhin bis zu dessen Auflösung im Februar 1944 im Arbeitslager Tăbărăști unweit von Buzău festgehalten und musste mit wenigen Unterbrechungen, in denen er ins Ghetto Czernowitz zurückkehrte, Zwangsarbeit im Straßenbau leisten. Nach der Einnahme von Czernowitz durch die Rote Armee im August 1944 kehrte Celan im Dezember 1944 nach Czernowitz zurück und nahm sein Studium wieder auf, nun in Anglistik. Er arbeitete als Helfer in einer psychiatrischen Klinik. Im April 1945 übersiedelte er nach Bukarest und studierte dort weiter. Er war Übersetzer und Lektor des Verlags Cartea rusă.

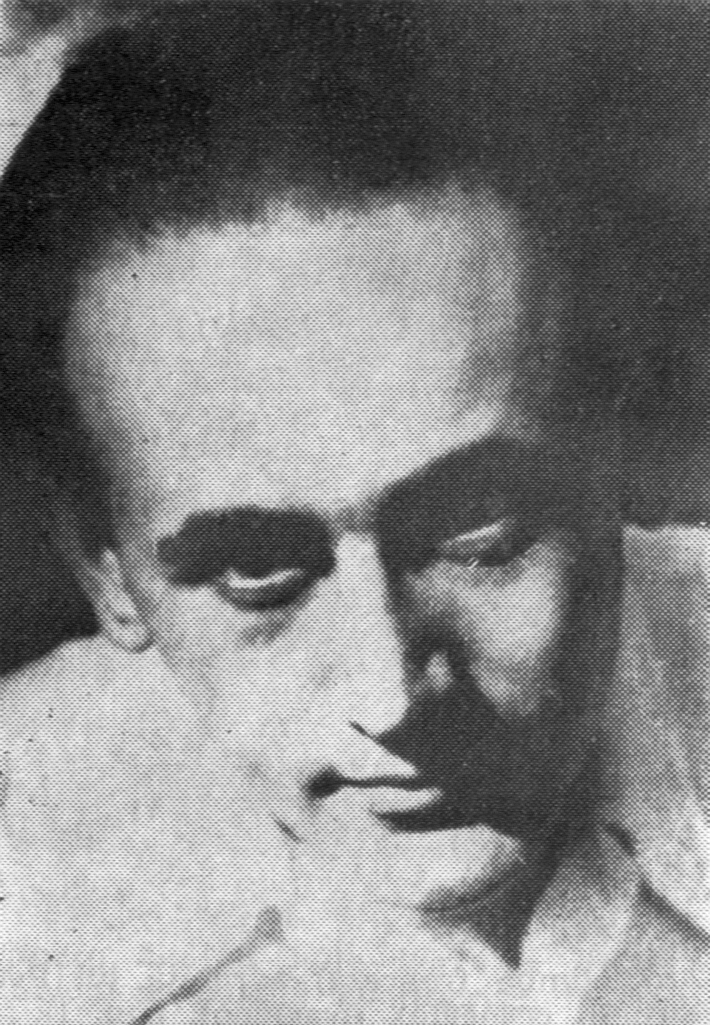
Paul Celan (1945)

### Wien und Paris
Nachdem das Königreich Rumänien unter sowjetische Kontrolle geraten war, betrieben die Kommunisten eine Umgestaltung von Staat und Gesellschaft nach stalinistischem Vorbild. Vor diesen Umwälzungen floh Celan im Dezember 1947 über Ungarn nach Wien. Dort wurde sein erster Gedichtband, Der Sand aus den Urnen, gedruckt, jedoch ließ Celan die gesamte Auflage wegen zahlreicher Satzfehler einstampfen. Im Juli 1948 siedelte Celan über Innsbruck nach Paris über.

„Nicht nur‚ daß die Begebenheiten seiner Dichtungen in einem mythischen Raum spielen – das Licht, das darin waltet‚ entstammt geradezu einem anderen Spektrum –‚ auch die poetische Wirklichkeit ist transfiguriert, es ist sozusagen der Astralleib dieser Wirklichkeit‚ was uns begegnet. Das Emotionelle‚ Sonore‚ Visionäre, alles hat versetzte Vorzeichen‚ die Assoziation ist die Assoziation des Traumes, die Neuland abtastet. Ich für mein bescheidenes Teil glaube‚ daß es das wichtigste deutsche Gedichtbuch der letzten Dezennien ist, das einzige lyrische Pendant des Kafkaschen Werkes…“

In der französischen Hauptstadt lernte Celan den surrealistischen Maler Edgar Jené kennen, der ihn zu seinem Prosatext Edgar Jené und der Traum vom Traume inspirierte. Das Verhältnis der beiden Künstler verschlechterte sich bald und Celan wandte sich in der Folge auch vom Surrealismus ab. Celan immatrikulierte sich an der Sorbonne. Er erwarb eine Licence in Deutsch. Sein Vorhaben, mit einer Arbeit über Kafka das Diplôme d’Études Supérieures zu erlangen, gab er 1952 auf.
Am 16. Mai 1948 begegnete Celan, erneut in Wien, Ingeborg Bachmann, vier Tage später begann die Liebesbeziehung der beiden.
Schon am 23. Mai 1948 widmete Celan Bachmann das Gedicht In Ägypten, das neun Gebote der Liebe und des Schreibens nach der Shoah enthält, und schickte es ihr zum 22. Geburtstag. Das Liebesverhältnis der beiden war von Schwierigkeiten überschattet und wurde 1952 für vier Jahre unterbrochen, von Oktober 1957 bis Juli 1958 aber wieder aufgenommen.
Diese Beziehung wird durch Celans Tagebücher und den postum veröffentlichten Briefwechsel zwischen Bachmann und Celan bestätigt. Ihre Korrespondenz ist im Deutschen Literaturarchiv (Celan) und in der Österreichischen Nationalbibliothek (Bachmann) archiviert. Der Briefwechsel erschien im August 2008 unter dem Titel Herzzeit bei Suhrkamp. Etwa 20 der Gedichte in Mohn und Gedächtnis, darunter Corona, widmete Celan nachträglich durch den handschriftlichen Zusatz f. D. Ingeborg Bachmann.
In Paris lernte Celan im November 1951 die Künstlerin Gisèle Lestrange kennen, die er am 23. Dezember 1952 heiratete und die zeitweise künstlerisch mit ihm zusammenarbeitete (z. B. 1965 Radierungen zum Gedichtzyklus Atemkristall). 1952 erschien bei der Deutschen Verlags-Anstalt in Stuttgart sein Gedichtband Mohn und Gedächtnis mit dem vielbeachteten Gedicht Todesfuge, das den Mord an den europäischen Juden durch die Nationalsozialisten thematisiert. 1955 erhielt Celan die Staatsbürgerschaft der Republik Frankreich. Am 6. Juni 1955 wurde sein Sohn Eric geboren (der Name Eric lässt sich deuten als Anagramm zu „écris!“, ohne das stumme „s“, französisch für „schreib!“), nachdem seine Frau Gisèle zwei Jahre zuvor ein Kind am Tag nach der Geburt verloren hatte. Im September 1959 erhielt er eine Ernennung zum Lecteur d’allemand der École Normale Supérieure an der Rue d’Ulm in Paris. Im Mai 1960 begegnete er Nelly Sachs in Zürich.

### Rezeption in den 1950er Jahren

#### Celan und die Gruppe 47
Einer der ersten öffentlichen Auftritte des damals noch weitgehend unbekannten Paul Celan fand im Mai 1952 auf der Tagung der Gruppe 47 in Niendorf statt. Die Lesung kam auf Vermittlung der Wiener Freunde Ingeborg Bachmann, Milo Dor und Reinhard Federmann zustande, wurde allerdings zu einem Misserfolg. Bereits die briefliche Bitte Milo Dors an Hans Werner Richter, Celan „unbedingt“ einzuladen – „Ich weiss, was Du von seinen Gedichten hältst, aber ich glaube, dass es nur wenige Lyriker gibt, die seine Musikalität und seine Formkraft besitzen“ –, ließ im Vorfeld (1951) die ablehnende Haltung des Gründers der Gruppe und überzeugten Realisten Richter erkennen.
Walter Jens erinnerte sich 1976 im Gespräch mit Heinz Ludwig Arnold an Celans Lesung: „Als Celan zum ersten Mal auftrat, da sagte man: ‚Das kann doch kaum jemand hören!‘, er las sehr pathetisch. Wir haben darüber gelacht, ‚Der liest ja wie Goebbels!‘, sagte einer. […] Die Todesfuge war ja ein Reinfall in der Gruppe! Das war eine völlig andere Welt, da kamen die Neorealisten nicht mit.“ Hans Weigel fügte hinzu, „daß nachher einige Kollegen höhnisch vor sich her skandierten: ‚Schwarze Milch der Frühe …‘“ und dass Hans Werner Richter der Ansicht gewesen sei, Celan habe „in einem Singsang vorgelesen wie in einer Synagoge“. Celan selbst kommentierte in einem Brief an seine Frau Gisèle: „Jene also, die die Poesie nicht mögen – sie waren in der Mehrzahl – lehnten sich auf.“
Rückblickend gab Toni Richter in ihrer Dokumentation eine Einschätzung der Vorgänge: „Das traurigste Ereignis war die Lesung von Paul Celan, ein Mißverständnis, das an der Art seines Vortrages lag. Ich denke, keiner der Heimkehrer aus dem Kriege in der Gruppe kannte den Namen und das Schicksal von Paul Celan, noch hatten sie von der Tradition der jüdisch-rumänischen Gedicht-Rezitation im rhythmisch hohen Ton gehört. Da war auch die Stilfrage ‚Littérature pure‘ oder ‚engagée‘ müßig. Celan fragte in den Raum, ob denn Rimbaud hier unbekannt sei, auch dieser löste Verse in musikalische Schwingungen auf.“ Immerhin wurde bei der Lesung der Cheflektor der Deutschen Verlags-Anstalt auf Celan aufmerksam, die im Dezember 1952 Mohn und Gedächtnis publizierte. Ernst Schnabel veranstaltete nach der Tagung eine Lesung im NWDR. Trotz späterer Einladungen nahm Celan an keinem Treffen der Gruppe 47 mehr teil.
Der Germanist Reinhart Meyer-Kalkus leitet die pathetische Vortragsweise von Celan vor allem vom Vorbild des Schauspielers Alexander Moissi ab, der schon dem jungen Celan in Czernowitz bekannt gewesen sei. Der Autor Helmut Böttiger weist dagegen darauf hin, dass Celan von der Gruppe 47 nicht abgelehnt wurde, sondern bei der Abstimmung über den Preisträger auf dem dritten Platz bei 21 Teilnehmern landete.

#### Celan und Heidegger
In den 1950er Jahren begann sich Celan mit der Philosophie Heideggers auseinanderzusetzen und auch umgekehrt las Heidegger Celans Werke. Celan war von der hohen Bedeutung angetan, die Heidegger der Dichtung in seiner Philosophie zumaß. Zudem verband die beiden ihr lebhaftes Interesse an Hölderlin. Am 24. Juli 1967 begegneten sie sich in Freiburg und unternahmen am Tag danach einen Ausflug zu Heideggers Hütte in Todtnauberg. Todtnauberg wurde auch der Titel eines Gedichtes, das Celan am 1. August 1967 schrieb. Es folgten weitere Besuche und es entstand ein Briefwechsel. Celans Verhältnis zu Heidegger war zwar ambivalent, aber freundschaftlich.

### Ab 1960: Krisen und Tod
1960 verstärkten sich die schweren, aber unbegründeten Plagiatsvorwürfe von Claire Goll, der Witwe des jüdischen Dichters Yvan Goll, dem Celan freundschaftlich verbunden gewesen war und für den er Gedichte übersetzt hatte. 1954 hatte Celan das Gedicht In Gestalt eines Ebers veröffentlicht, das mit den Worten beginnt: „In Gestalt eines Ebers / stampft dein Traum durch die Wälder am Rande / des Abends.“ 1953 hatte Goll in einem Gedicht geschrieben: „Die Eber mit dem magischen Dreieckskopf / Sie stampfen durch meine faulenden Träume.“ Auf die Ähnlichkeit beider Verse hatte der Literaturkritiker Curt Hohoff 1956 aufmerksam gemacht und sie als Beleg für Celans Epigonalität gewertet. Claire Goll sah darin gar ein Plagiat. Die sich anschließende „Goll-Affäre“ wurde in den bundesdeutschen Feuilletons lebhaft diskutiert, teils mit antisemitischen Untertönen. Die Verletzungen, die Celan aus den gegen ihn erhobenen Vorwürfen davontrug, verfolgten ihn bis an sein Lebensende.
Eine Anstellung als Übersetzer an der Internationalen Arbeitsorganisation in Genf im Oktober 1962 musste er nach einem Monat beenden. Celan wurde mehrmals in psychiatrische Kliniken eingewiesen, einmal – vom 28. November 1965 bis 11. Juni 1966 – weil er in einem Wahnzustand seine Ehefrau mit einem Messer töten wollte. Im November 1967 entschieden er und seine Frau, getrennt voneinander zu wohnen. Sie blieben aber in Verbindung. Celan zog an der Rue de Longchamp aus und bezog allein eine Einzimmerwohnung an der Rue Tournefort im 5. Arrondissement.
Im Dezember 1967 reiste Celan nach West-Berlin, wo er die Gedenkstätte Plötzensee und auch einen Weihnachtsmarkt besuchte. Dazu schrieb er das Gedicht DU LIEGST im großen Gelausche, das an die Ermordung von Rosa Luxemburg und Karl Liebknecht 1919 in Berlin erinnert. Im April 1968 weilte er zu Besuch bei seiner Tante Berta Antschel in London.
Vom 30. September bis 17. Oktober 1969, wenige Monate vor seinem Tod, unternahm Celan seine einzige Reise nach Israel und kam nach Jerusalem. Er traf Gershom Scholem und begegnete im Rahmen von Lesungen alten Freunden aus der Bukowina und israelischen Dichtern wie Jehuda Amichai und David Rokeah. Im Zentrum stand das Wiedersehen mit seiner aus Czernowitz stammenden Jugendfreundin Ilana Shmueli. Getragen von zahlreichen biblischen Anspielungen, verbindet sich in den dabei in der Tradition jüdischer Jerusalemdichtungen entstandenen Gedichten das Werben um Jerusalem mit erotischen Elogen auf seine Geliebte. Zeugnisse dieser Begegnungen sind ihr Briefwechsel, die Erinnerungen Ilana Shmuelis unter dem Titel Sag, dass Jerusalem ist und die Gedichte Celans, die nach seinem Tod in dem Nachlassband Zeitgehöft Aufnahme fanden. Sie gelten als Zeugnisse von „Celans schwieriger Auseinandersetzung mit seinem Judentum“.
Seine letzte Wohnadresse in Paris befand sich ab 1969 an der Avenue Émile-Zola im 15. Arrondissement. Die Umstände und das Datum von Celans Tod sind nicht geklärt. Sein Leichnam wurde am 1. Mai 1970 bei Courbevoie aus der Seine geborgen. Vermutlich hatte er sich am 20. April 1970 zwölf Kilometer stromaufwärts am Pont Mirabeau in Paris in den Fluss gestürzt. Er wurde am 12. Mai 1970 auf dem Cimetière parisien de Thiais im Département Val-de-Marne beigesetzt. An diesem Tag starb Nelly Sachs, mit der er freundschaftlich verbunden gewesen war.

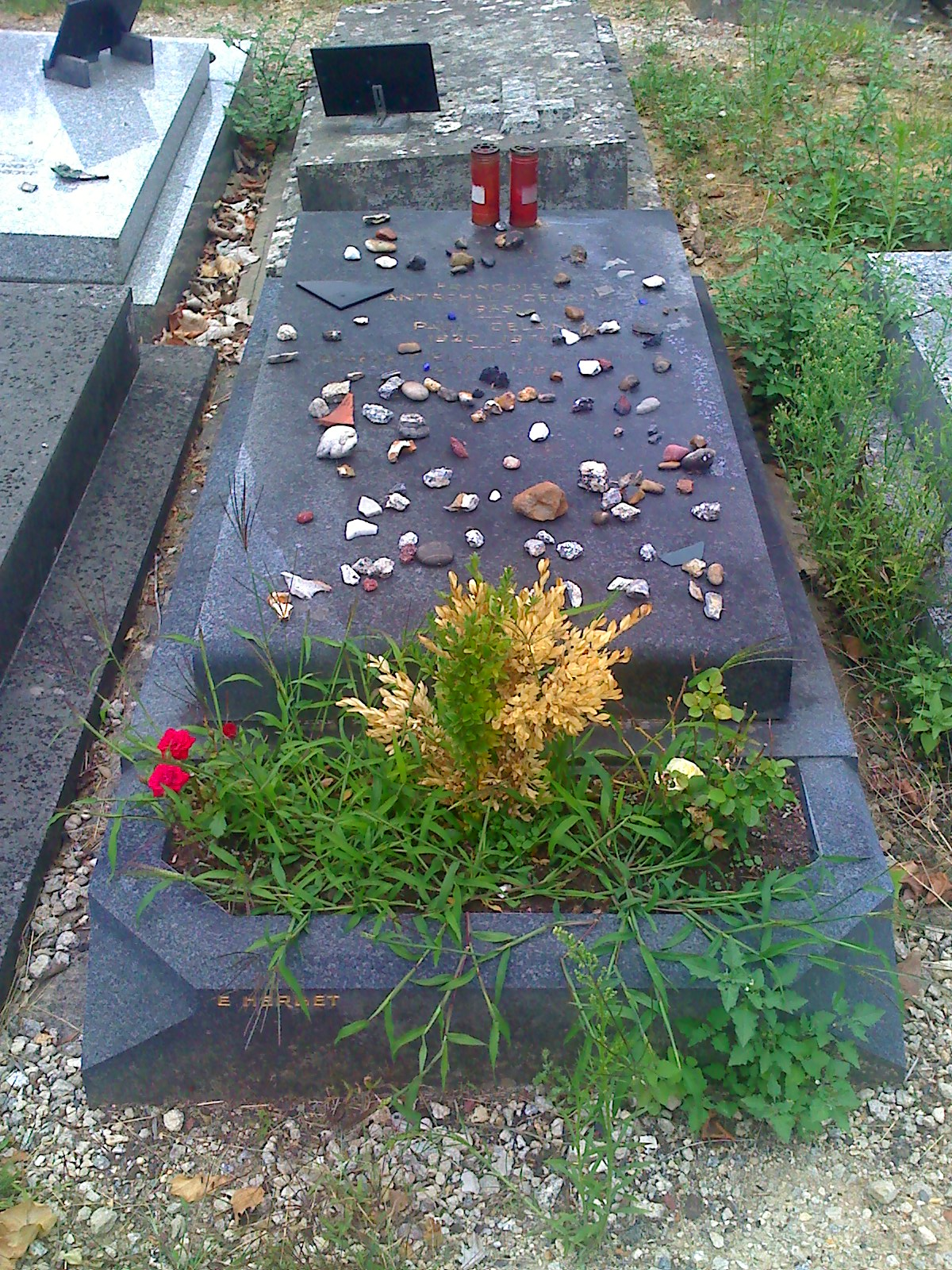
Celans Grab in Thiais (2008)

## Auszeichnungen
- 1957: Förderpreis des Kulturkreises der deutschen Wirtschaft im Bundesverband der Deutschen Industrie[29]
- 1958: Bremer Literaturpreis
- 1960: Georg-Büchner-Preis
- 1964: Großer Kunstpreis des Landes Nordrhein-Westfalen

## Nachlass
Celans Nachlass liegt im Deutschen Literaturarchiv Marbach. Teile davon sind im Literaturmuseum der Moderne in Marbach in der Dauerausstellung zu sehen, insbesondere das Typoskript der Todesfuge.

## Celans weltliterarische Bedeutung

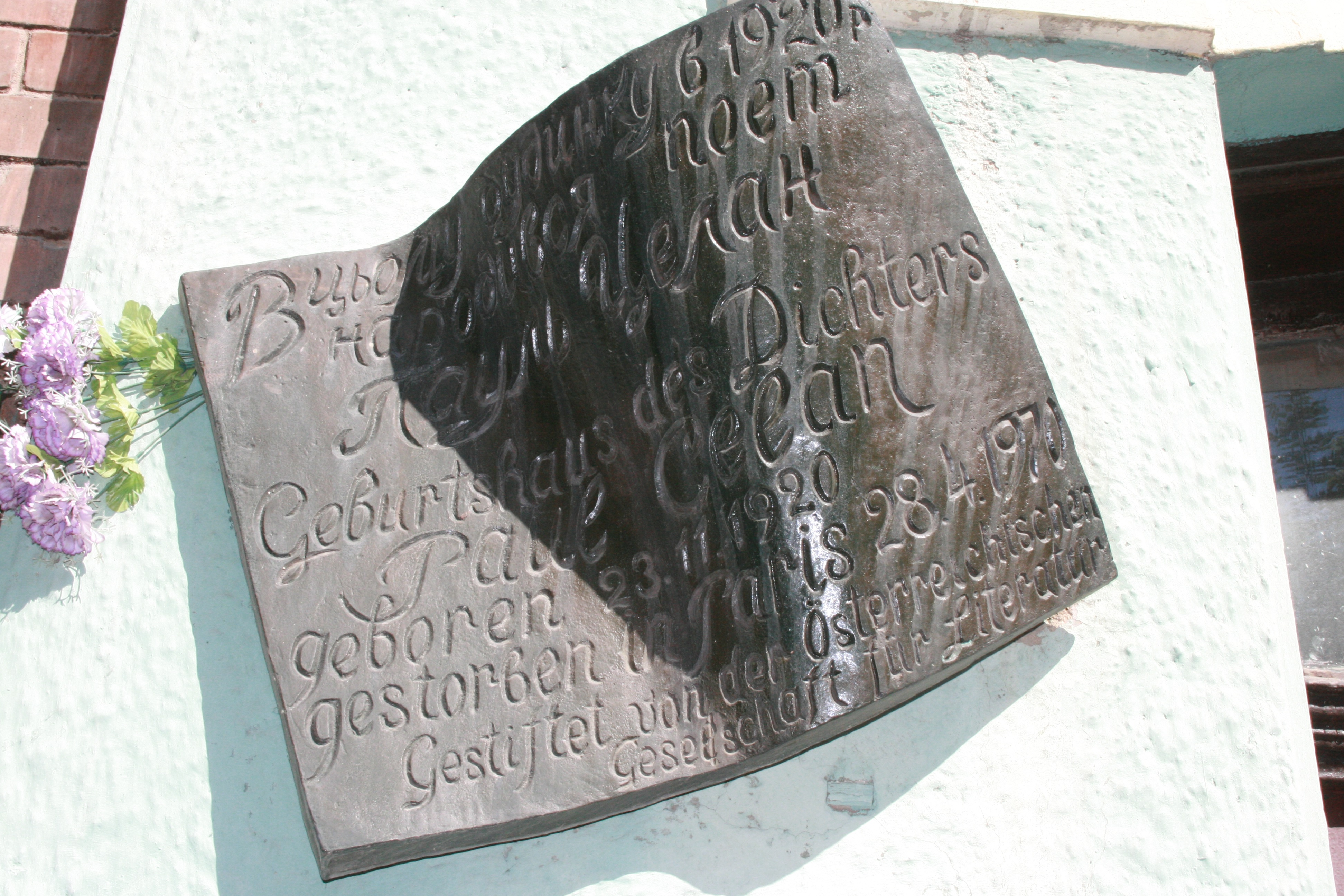
Gedenktafel in Czernowitz (2011)

Im Überblick des Celan-Handbuches zur internationalen Celan-Rezeption wird Celan ähnlich wie Goethe, Hölderlin oder Kafka als einer der „wohl am intensivsten wahrgenommenen Dichter deutschsprachiger Weltliteratur“ bezeichnet. Nach Wolfgang Emmerich steht er zusammen mit wenigen Autoren wie Primo Levi, Nelly Sachs oder Imre Kertész „seit nunmehr 50 Jahren international herausragend für die Möglichkeit von Dichtung im ,Angesicht der Shoah‘“. Das gelte sowohl für seine Lyrik als auch für seine Poetik. Seine „weltliterarisch fast einzigartige Wirkung“ bestehe darin, dass er in einer „durch die Greuel des Massenmordes ,hindurchgegangenen‘ Sprache schreibe“, ohne „je der Illusion anzuhängen, ,über‘ Auschwitz und die Millionen von Opfern mit den Mitteln des Abbildrealismus schreiben zu können“.

## Werke

### Gedichte, sowie Prosa und Reden
- Der Sand aus den Urnen, Wien 1948 (enthält den deutschsprachigen Erstdruck der Todesfuge), im Herbst 1948 auf Celans Wunsch wegen zahlreicher Druckfehler und der unpassenden Illustrationen von Edgar Jené makuliert.
- Mohn und Gedächtnis, Stuttgart 1952; 2000 mit einem Nachwort von Joachim Seng, ISBN 3-421-05223-9.
- Von Schwelle zu Schwelle, 1955.
- Sprachgitter, 1959.
- Der Meridian, 1961 (Rede anlässlich der Verleihung des Georg-Büchner-Preises 1960)
- Die Niemandsrose, 1963.
- Atemwende, 1967.
- Fadensonnen, 1968.
- Lichtzwang, 1970.
- Schneepart (Nachlass), 1971.
- Zeitgehöft (Nachlass), 1976.
- Gesammelte Werke in fünf Bänden, hrsg. von Beda Allemann, Frankfurt a. M. (Suhrkamp) 1983.
- Das Frühwerk, hrsg. von Barbara Wiedemann, Supplementband 1 zu den Gesammelten Werken, Frankfurt a. M. 1989.
- Eingedunkelt und Gedichte aus dem Umkreis von Eingedunkelt. Hrsg. von Bertrand Badiou und Jean-Claude Rambach (Nachlass), Suhrkamp, Frankfurt am Main 1991, ISBN 3-518-40374-5.
- Die Gedichte aus dem Nachlass, hrsg. von Bertrand Badiou, Supplementband 2 zu den Gesammelten Werken, Frankfurt a. M. 1997.
- Gesammelte Werke 1–3. Gedichte, Prosa, Reden. 3 Bände. Suhrkamp, Frankfurt am Main (= suhrkamp taschenbücher. Band 3202–3204).
- Werke in sieben Bänden, (Taschenbuchnachdruck der Gesammelten Werke mit Supplementbänden), Frankfurt am Main (Suhrkamp) 2000.
- Die Gedichte – Kommentierte Gesamtausgabe in einem Band, hrsg. und kommentiert von Barbara Wiedemann, Frankfurt am Main (Suhrkamp) 2003, ISBN 3-518-41390-2; TB-Ausg.: 2005, ISBN 3-518-45665-2.
  - Die Gedichte. Neue kommentierte Gesamtausgabe. Mit den zugehörigen Radierungen von Gisèle Celan-Lestrange. Herausgegeben und kommentiert von Barbara Wiedemann, Suhrkamp, Berlin 2018, ISBN 978-3-518-42797-2.
- Paul Celan: „Mikrolithen sinds, Steinchen.“ Die Prosa aus dem Nachlaß. Kritische Ausgabe, hrsg. und kommentiert von Barbara Wiedemann und Bertrand Badiou, Frankfurt am Main 2005, ISBN 3-518-41706-1.
- Paul Celan: Todesfuge. Gedichte und Prosa 1952–1967, von Celan selbst gelesen, Hörverlag, München 2020, 2 CDs, 119 Minuten.

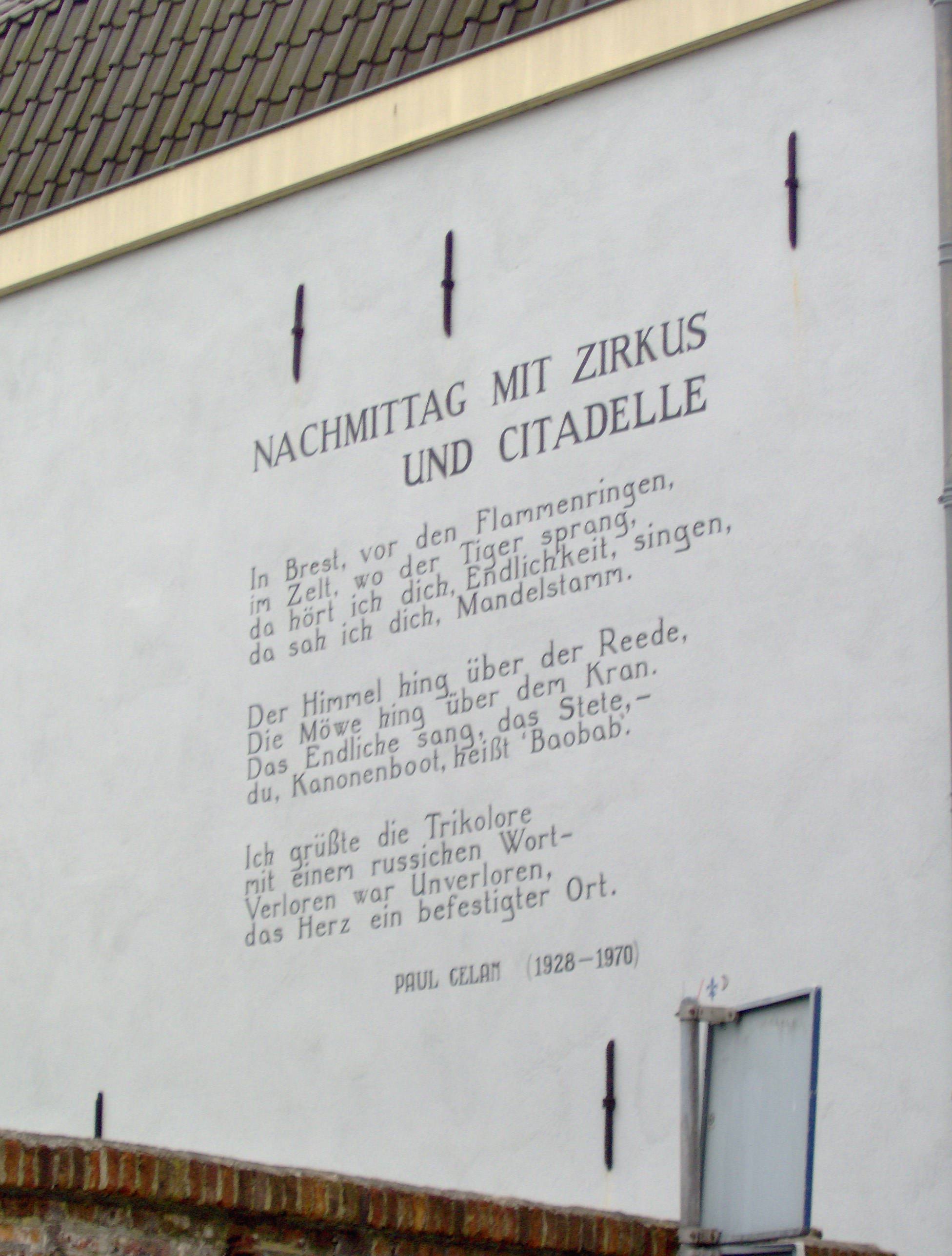
Celan-Gedicht in Leiden, Holland (2008)

Von Aribert Reimann wurden viele von Celans Gedichten vertont, einige auch von Matthias Bonitz und Michael Denhoff.

### Übersetzungen
Celans Dichtungen weisen weitgespannte Bezüge nicht nur in die jüdische Tradition, sondern auch in ein gesamteuropäisches Panorama verschiedensprachiger Literaturtraditionen auf. Dies zeigt sich auch in der großen Zahl von Übersetzungen ins Deutsche, die er von Dichtern anderer Sprachen anfertigte: Übersetzungen aus dem Französischen, Russischen, Englischen, Italienischen, Rumänischen und Hebräischen.
Zu Ehren des nachdichtenden Übersetzers stiftete der Deutsche Literaturfonds 1988 den Paul-Celan-Preis für ebenfalls herausragende Übersetzerleistungen.
Liste der von Celan übertragenen Autoren:
Aus dem Französischen
- Guillaume Apollinaire
- Antonin Artaud
- Charles Baudelaire
- André Breton
- Jean Cayrol
- Aimé Césaire
- René Char
- Jean Daive
- Robert Desnos
- André du Bouchet
- Jacques Dupin
- Paul Éluard
- Georges Henein
- Maurice Maeterlinck
- Stéphane Mallarmé
- Henri Michaux
- Gérard de Nerval
- Henri Pastoureau
- Benjamin Péret
- Saint-John Perse[33]
- Pablo Picasso
- Arthur Rimbaud
- Georges Simenon
- Jules Supervielle
- Henri Thomas, Fragment im Nachlass
- Paul Valéry

Aus dem Englischen
- Emily Dickinson
- John Donne
- Robert Frost
- Alfred Edward Housman
- Andrew Marvell
- Marianne Moore
- William Shakespeare

Aus dem Hebräischen
- David Rokeah

Aus dem Italienischen
- Giuseppe Ungaretti

Aus dem Portugiesischen
- Fernando Pessoa

Aus dem Rumänischen
- Tudor Arghezi
- Emil Cioran
- Gellu Naum
- Virgil Teodorescu

Aus dem Russischen
- Alexander Alexandrowitsch Blok
- Welimir Chlebnikow
- Sergei Jessenin
- Jewgeni Jewtuschenko
- Michail Lermontow
- Ossip Mandelstam
- Konstantin Slutschewski
- Anton Tschechow

### Briefe und Briefwechsel
- Paul Celan – Nelly Sachs. Briefwechsel. Hrsg. Barbara Wiedemann, Frankfurt am Main 1993.
- Paul Celan – Franz Wurm. Briefwechsel. Hrsg. Barbara Wiedemann in Verbindung mit Franz Wurm. Frankfurt am Main 1995.
- Paul Celan an Gisela Dischner. Briefe aus den Jahren 1965 bis 1970. Hrsg. Jens Runkehl und Torsten Siever. Privatverlag, Hannover 1996.
- Paul Celan – Erich Einhorn: „Einhorn: du weißt um die Steine …“ Briefwechsel. Berlin 1999.
- Paul Celan – Gisèle Celan-Lestrange. Briefwechsel. Mit einer Auswahl von Briefen Paul Celans an seinen Sohn Eric. Aus dem Französischen von Eugen Helmlé, hrsg. und kommentiert von Bertrand Badiou in Verbindung mit Eric Celan, Anmerkungen übersetzt und für die deutsche Ausgabe eingerichtet von Barbara Wiedemann. Erster Band: Die Briefe. Zweiter Band: Kommentar. Frankfurt am Main 2001.
- Paul Celan – Hanne und Hermann Lenz. Briefwechsel. Hrsg. von Barbara Wiedemann in Verbindung mit Hanne Lenz. Frankfurt am Main 2001.
- Paul Celan: „Du mußt versuchen, auch den Schweigenden zu hören.“ Briefe an Diet Kloos-Barendregt. Handschrift – Edition – Kommentar. Hrsg. Paul Sars unter Mitwirkung von Laurent Sprooten. Frankfurt am Main 2002.
- Paul Celan – Rudolf Hirsch. Briefwechsel. Hrsg. Joachim Seng. Frankfurt am Main 2004, ISBN 3-518-41644-8.
- Paul Celan – Ilana Shmueli. Briefwechsel. Hrsg. Ilana Shmueli und Thomas Sparr. Frankfurt am Main 2004, ISBN 3-518-41596-4.
- Paul Celan – Peter Szondi. Briefwechsel. Mit Briefen von Gisèle Celan-Lestrange an Peter Szondi und Auszügen aus dem Briefwechsel zwischen Peter Szondi und Jean und Mayotte Bollack, hrsg. von Christoph König. Frankfurt am Main 2005, ISBN 3-518-41714-2.
- Ingeborg Bachmann – Paul Celan: Herzzeit. Briefwechsel. Hrsg. Bertrand Badiou, Hans Höller, Andrea Stoll, Barbara Wiedemann. Suhrkamp, Frankfurt am Main 2008, ISBN 978-3-518-42033-1.
- Paul Celan, Klaus Demus, Nani Demus: Briefwechsel. Zusätzlich: Auswahl aus dem Briefwechsel zwischen Gisèle Celan-Lestrange und Klaus & Nani Demus. Hrsg. Joachim Seng. Mit Bildteil. Suhrkamp, Frankfurt am Main 2009, ISBN 978-3-518-42122-2.[34]
- Paul Celan – Gustav Chomed: „Ich brauche Deine Briefe.“ Der Briefwechsel. Hrsg. Barbara Wiedemann und Jürgen Köchel. Suhrkamp, Berlin 2010, ISBN 978-3-518-42086-7
- Amy-Diana Colin, Edith Silbermann (Hrsg.): Paul Celan – Edith Silbermann. Zeugnisse einer Freundschaft. Gedichte, Briefwechsel, Erinnerungen. Mit CD-ROM. Wilhelm Fink, München 2010, ISBN 978-3-7705-4842-2.[35]
  - Ausf. Rezension
- Paul Celan. Briefwechsel mit den rheinischen Freunden: Heinrich Böll, Paul Schallück, Rolf Schroers. Hrsg. von Barbara Wiedemann. Suhrkamp, Berlin 2011, ISBN 978-3-518-42257-1.
- Paul Celan – Gisela Dischner: Wie aus weiter Ferne zu Dir. Briefwechsel. In Verbindung mit Gisela Dischner herausgegeben und kommentiert von Barbara Wiedemann. Suhrkamp, Berlin 2012, ISBN 978-3-518-42338-7.
- Paul Celan – René Char: Correspondance (1954–1968); Correspondance René Char – Gisèle Celan-Lestrange (1969–1977). Edition établie, présentée et annotée par Bertrand Badiou. Gallimard, Paris 2015.
- Arno Barnert, Chiara Caradonna, Annika Stello: Im Reich der mittleren Dämonen. Paul Celan in Freiburg und sein Briefwechsel mit Gerhart Baumann. Text. (= Kritische Beiträge, Heft 15). Mit einer Audio-CD. Verlag Stroemfeld/Roter Stern, Frankfurt am Main 2016.
- „etwas ganz und gar Persönliches“. Briefe 1934-1970. Ausgewählt, herausgegeben und kommentiert von Barbara Wiedemann. Suhrkamp, Berlin 2019, ISBN 978-3-518-42888-7. (Die Ausgabe enthält auch die neu aufgefundenen Briefe von Hannelore Hoelzmann (= Hannele)[36].)

## Filme
- Paul Celan – Dichter ist, wer menschlich spricht. Dokumentarfilm, Deutschland, 2014, 52:10 Min., Buch und Regie: Ullrich H. Kasten und Hans-Dieter Schütt, Produktion: Almost Famous, SWR, arte, Erstsendung: 10. Juni 2015 bei arte, Inhaltsangabe (PDF; 2,6 MB) arte.
- Gegenlichter. Suche nach Paul Celan. Dokumentarfilm, Österreich, 70 Min., 2011, Buch und Regie: Katarina Mihm, Produktion: e&a Film, Inhaltsangabe von e&a Film.
- Im Süden meiner Seele. Spielfilm, BR Deutschland, Rumänien, 1988/89, 88 Min., Buch und Regie: Frieder Schuller, Produktion: Transsilvania Film GmbH (München), Romania Film, u. a. mit Gudrun Landgrebe, Michael Goldberg, über Paul Celans Flucht aus Rumänien.[42]
- William Totok: Cum a supravegheat Securitatea filmul despre Paul Celan, (dt. Wie hat die Securitate die Entstehung des Celanfilms überwacht), Radio Free Europe, 11. September 2019.
- Celan übersetzte den Hintergrundkommentar des Dokumentarfilms Nacht und Nebel, (OT: Nuit et Brouillard), Frankreich, 1955, Regie: Alain Resnais. Diese Dokumentation deutscher Vernichtungslager zählt zu einer der frühsten und wichtigsten ihres Genres.
- Paul Celan – Gottes zerstreute Funken – Jüdische Mystik. 2017, Buch, Kamera, Regie, Schnitt: Rüdiger Sünner, DVD Absolut Medien
- Die Geträumten, Film von Ruth Beckermann aus dem Jahr 2016
- ANTSCHEL – Paul Celan zum 100. Geburtstag, Film von Susanne Ayoub 2020, ausgezeichnet mit dem Münchner Fernsehpreis LiteraVision 2022[43][44]
- Erst jenseits der Kastanien ist die Welt, Film über Paul Celan von Hilde Bechert, 1994 bei SDR/Arte

### Texte zu Celan
- Peter Hamm: Glühbirnen des Geistes. Der deutsche Tiefsinn ist eine französische Erfindung …. In: Die Zeit, Nr. 48/2009, S. 52 (Verriss eines Buchs von Jean Daive)
- Heitere Himmel, schweigende Steine – Celan in der Bretagne. (Memento vom 9. Oktober 2008 im Internet Archive) In: Rencontres, Juni 2007.
- Catherine Fabre, Maryse Staiber: Ist Celans „Niemandsrose“ ein Versagen der Sprache vor der Wirklichkeit, wie es Gerhard Neumann behauptet? (PDF) Undatiert, Universität Straßburg, nach 2002.
- Artikel zur Goll-Affäre. In: Die Zeit, Nr. 48/2000.
- Jean Firges: Auszug aus einer Interpretation zu Die Niemandsrose. (PDF; 29 kB) In: Vom Osten gestreut, einzubringen im Westen, 1999, ISBN 3-933264-01-4, S. 101 ff.
- Nicola Steiner: Prägender Lyriker - Paul Celan schuf das dichterische Denkmal an den Holocaust. In: SRF 23. November 2020